# Petru Rocca

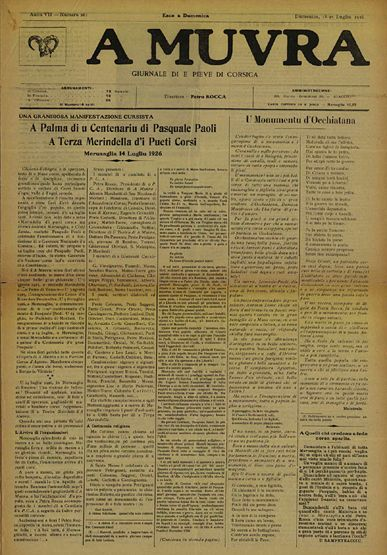
"A Muvra", la revista literaria de Petru Rocca

Petru Rocca (28 de septiembre de 1887, Vico - 7 de junio de 1966, Vico) fue un escritor y nacionalista corso. Durante la Segunda Guerra Mundial apoyó la unión de la isla de Córcega a Italia.

## Vida
Desde joven aprendió el oficio de editor y colabora en la revista A Tramuntana. Durante la Primera Guerra Mundial, fue movilizado desde 1914. Sobre el frente redactó El pato de la ciénaga para sus camaradas. Herido en numerosas ocasiones, fue hecho oficial y caballero de la legión de honor.
Publicó a partir del 15 de mayo de 1920 la revista A Muvra (El muflón), junto con de otros antiguos combatientes. Se convirtió en editor en Ajaccio. A finales de 1922 o comienzos de 1923 fundó el Partitu Corsu d'Azione (Partido corso de acción) sobre el modelo del Partito Sardo d'Azione (Partido sardo de acción).
Pasó progresivamente del autonomismo a la ideología italianizante de los irredentistas pro-Italia. El partido se convirtió en el Partitu Corsu Autonomista (Partido corso autonomista) en 1926 o en 1927. Rocca se refirió entonces a los ejemplos catalán e irlandés. Reivindicó el derecho de todos los pueblos a disponer de sí mismos.
En el marco de las luchas de los movimientos regionales, entró en relación con ciertas organizaciones autonomistas bretonas, flamencas, alsacianas y vascas en los años 1920. En este marco, Petru Rocca se ocupó de la rubrica corsa de la revista Peuples et frontières (Pueblos y fronteras) después de 1936, que fue el órgano principal de la colaboración de los partidos autonomistas fascistas anteriores a la guerra. Trató con dirigentes autonomistas entre los más abiertamente atados al nazismo, como Olier Mordrel, el abate Jean-Marie Gantois y Hermann Bickler.
A partir de 1935, se afirmó independentista pero empezó a identificarse en el irredentismo italiano de Córcega, haciendo amistad con Petru Giovacchini. Italia animaba entonces a los corsos a unirse al Reino de Italia: algunos poetas fueron invitados a Italia. Sin embargo, al contrario de los lingüistas italianos que intentaron animar las reivindicaciones proitalianas, Rocca no creía que el corso venía del toscano, sino que insistía en que estos dialectos derivaban de un lenguaje común neolatino que no era el italiano.
En 1938, fue excluido de la orden de la legión de honor. A Muvra comenzó entonces a publicar muchos artículos antisemitas y antimasones. En 1939, después de muchos problemas con la justicia, el periódico fue prohibido. 
Cuando la Segunda Guerra Mundial se anunció, por temor a las influencias irredentistas de la Italia de Mussolini, el Estado francés cerró la impresora de A Muvra. En los últimos años treinta, los autonomistas corsos se habían unido a los irredentistas, en sus relaciones con la Italia fascista. Rocca fue inclusive propuesto como "Gobernador" de Córcega en noviembre de 1942, cuando Italia ocupó la isla. Arruinado por la derrota del Eje, Petru Rocca fue condenado a varios años de prisión en 1946

Después del fin de la Segunda Guerra Mundial, Rocca volvió a su ideología autonomista: en 1953, creó una academia para defender la lengua corsa.

## Publicaciones
- Les corses devant l’anthropologie, Gamber, 1913
- Pruverbii, massime è detti corsi, 1921
- A pignatta, cumedia di Plautu, 1924
- Storia populare di Corsica, 1930
- Una Vittoria Autonomista. L'Assemblea di i Stati Generali di Corsica, 1934
- Quaderni di u Cursismu, 1935
- Parlà d'Aghjacciu, puesii, 1955
- Tempi è tempi, 1963
- "L'almanaccu di A Muvra", en 1929 (enlace roto disponible en Internet Archive; véase el historial, la primera versión y la última).
- "L'almanaccu di A Muvra", en 1936 (en la página 28 hay una rara foto de Petru Rocca)
- "L'almanaccu di "A Muvra", en 1938